# Baraitser-Winter-Syndrom
Das Baraitser-Winter-Syndrom ist ein sehr seltenes angeborenes Fehlbildungssyndrom mit den Hauptmerkmalen Gesichtsauffälligkeiten, Kolobom, Pachygyrie oder Heterotopien der Großhirnrinde, Gelenkversteifungen und Geistige Behinderung.
Synonyme sind: Iriskolobom – Ptosis – Intelligenzminderung; Zerebro-fronto-faziales Syndrom Typ 3; Fryns-Aftimos-Syndrom; englisch Pachygyria, Mental Retardation, Epilepsie, and Characteristic Facies; Cerebrooculofacial Lymphatic Syndrome; COFLS; Cerebrofrontofacila Syndrome
Die Namensbezeichnungen beziehen sich auf die Erstautoren der Erstbeschreibung aus dem Jahre 1988 durch die englischen Pädiater Michael Baraitser und Robin M. Winter (1950–2004) sowie auf die belgischen bzw. neuseeländischen Humangenetiker Jean-Pierre-Fryns und Salim Aftimos aus dem Jahre 2000.
Das Fryns-Aftimos-Syndrom wurde ursprünglich bei Erwachsenen beschrieben, von Nataliya Di Donato, Humangenetikerin in Dresden, und Mitarbeitern im Jahre 2014 sowie von Alain Verloes, Humangenetiker in Paris, und Mitarbeitern 2015 als einheitliches Syndrom erkannt.
Die Erkrankung ist nicht zu verwechseln mit dem Nicolaides–Baraitser-Syndrom.

## Verbreitung
Die Häufigkeit wird mit unter 1 zu 1.000.000 angegeben, bislang wurde über weniger als 100 Betroffene berichtet. Die Vererbung erfolgt autosomal-dominant.

## Ursache
Je nach zugrunde liegender Mutation können folgende Typen unterschieden werden:
- Typ I mit Mutationen im ACTB-Gen auf Chromosom 7 Genort p22.1[7]
- Typ II mit Mutationen im ACTG1-Gen auf Chromosom 17 Genort q25.3[8]

## Klinische Erscheinungen
Klinische Kriterien sind:
- Gesichtsauffälligkeiten: Hypertelorismus, Ptosis, breite Nase, vergröberte Gesichtszüge
- prominente Sutura metopica
- Kolobom, eventuell Mikrophthalmie
- Pachygyrie, Heterotopien, oft auch Epilepsie und Mikrozephalie, mitunter Lissenzephalie
- Gelenkversteifungen der großen Gelenke
- Kleinwuchs

## Diagnose
Neben der klinischen Untersuchung basiert die Diagnose auf dem genetischen Nachweis der Mutationen. Medizinische Bildgebung kann die Veränderungen der Hirnoberfläche bereits pränatal nachweisen.

## Differentialdiagnose
Abzugrenzen sind:
- Noonan-Syndrom
- Hypertelorismus vom Typ Teebi
- Aarskog-Syndrom
- CHARGE-Syndrom
- Norman-Roberts-Syndrom
- SERAC1-Deficiency[9]